# Banksia verticillata
Banksia verticillata is een soort van struik (zelden een boom), uit de familie Proteaceae, die voorkomt in het zuidwesten van West-Australië en tot 3 meter hoog kan worden. Hij heeft elliptische groene bladeren en grote, lichte goudgele bloemaren, die verschijnen in de zomer en de herfst. De soort komt voor op twee gescheiden locaties langs de zuidkust van West-Australië, de hoofdpopulatie nabij Albany en een kleiner polulatie nabij Walpole.
... · 
B. aemula · 
B. attenuata · 
B. baxteri · 
B. brownii · 
B. canei · 
B. ericifolia · 
B. integrifolia · 
B. marginata · 
B. prionotes · 
B. serrata · 
B. sphaerocarpa · 
B. verticillata · 
...